# Liste der Kirchengebäude im Dekanat Landshut
Die Liste der Kirchengebäude im Dekanat Landshut listet die Kirchengebäude im Dekanat Landshut im Erzbistum München und Freising, welches 2024 aus dem vorherigen Dekanat Landshut (alt) und dem Dekanat Geisenhausen gebildet wurde. Das Dekanat Landshut im Bistum Regensburg (2022 aus den Dekanaten Landshut-Altheim, Rottenburg und Vilsbiburg gebildet), ist nicht Teil dieser Liste.

## Liste
| Bild | Pfarrkirche                        | Ort                      | Filialkirchen | Anmerkungen                                     |
| ---- | ---------------------------------- | ------------------------ | --- | ----------------------------------------------- |
|      | Pfarrkirche St. Nikolaus           | Altfraunhofen            | Filialkirche St. Stephanus (Wörnstorf) Nebenkirche St. Jakob (Oberheldenberg) | Pfarrverband Altfraunhofen                      |
|      | Pfarrkirche St. Georg              | Ast                      | Filialkirche St. Ulrich (Tiefenbach) Filialkirche St. Peter (Heidenkam) | Pfarrverband Steinzell                          |
|      | Pfarrkirche St. Andreas            | Baierbach                | Nebenkirche „Zu unserer lieben Frau“ Filialkirche St. Vitus (Steinbach) | Pfarrverband Altfraunhofen                      |
|      | Pfarrkirche St. Jakobus der Ältere | Bruckberg                | Nebenkirche St. Paul (Bruckberg) Filialkirche St. Andreas (Thulbach) | Pfarrverband Bruckberg-Gündlkofen               |
|      | Pfarrkirche St. Peter              | Buch am Erlbach          | Filialkirche St. Margaretha (Freidling) Filialkirche St. Michael (Holzen) Filialkirche St. Nikolaus (Obererlbach) Filialkirche St. Gregor (Vatersdorf) Filialkirche St. Michael (Thann)                                               | Pfarrverband Steinzell                          |
|      | Pfarrkirche St. Andreas            | Eberspoint-Ruprechtsberg | Pfarrkirche St. Rupert (Ruprechtsberg) Wallfahrtskirche Mariä Himmelfahrt (Mariaberg) Filialkirche St. Laurentius (Alteberspoint) | Pfarrverband Velden                             |
|      | Pfarrkirche St. Johannes Baptist   | Eching                   | Filialkirche St. Peter und Paul (Berghofen) Filialkirche St. Katharina (Haunwang) Filialkirche St. Stephanus (Kronwinkl) Filialkirche St. Vitus (Thal)                                                                                | Pfarrverband Steinzell                          |
|      | Pfarrkirche St. Ulrich             | Gebensbach               | Filialkirche St. Margaret (Jettenstetten) | Pfarrverband Velden                             |
|      | Pfarrkirche St. Martin             | Geisenhausen             | Filialkirche St. Theobald (Geisenhausen) Filialkirche Mariä Himmelfahrt in Feldkirchen Filialkirche St. Georg (Vils) Filialkirche St. Michael (Salksdorf) Filialkirche St. Maria in der Klause Filialkirche St. Kastulus (Eiselsdorf) | Pfarrverband Geisenhausen                       |
|      | Pfarrkirche St. Petrus             | Grammelkam               | Kirche St. Marien in Preisenberg Filialkirche St. Vitus in Rammelkam | Pfarrverband Achdorf-Kumhausen                  |
|      | Pfarrkirche St. Peter              | Gündlkofen               | Filialkirche St. Ulrich und Laurentius (Reichersdorf) | Pfarrverband Bruckberg-Gündlkofen               |
|      | Pfarrkirche Mariä Namen            | Gundihausen              | Filialkirche Maria Einsiedeln (Münchsdorf) Kirche St. Mauritius (Gessendorf) | Pfarrverband Altfraunhofen                      |
|      | Pfarrkirche St. Johannes Baptist   | Hohenegglkofen           | Filialkirche Mariä Unbefleckte Empfängnis (Jenkofen) Filialkirche St. Benedikt (Weihbüchl) | Pfarrverband Achdorf-Kumhausen                  |
|      | Pfarrkirche St. Valentin           | Holzhausen               | Filialkirche St. Andreas (Hermannskirchen) Filialkirche Mariä Himmelfahrt (Frauenhaarbach) Filialkirche Schmerzhafte Mutter (Schrannen) Filialkirche St. Vitus (Motting) Filialkirche St. Martin (Tattendorf)                         | Pfarrverband Geisenhausen                       |
|      | Pfarrkirche Hl. Blut               | Landshut                 | Wallfahrtskirche Maria Bründl (Landshut) Filialkirche St. Ottilia (Salzdorf) Filialkirche St. Laurentius und St. Andreas (Berndorf)                                                                                                   | Stadtkirche Landshut                            |
|      | Pfarrkirche St. Jodok              | Landshut                 | Dominikanerkirche St. Blasius (Landshut) Filialkirche St. Sebastian (Landshut) Ursulinenkirche (Landshut) | Stadtkirche Landshut                            |
|      | Pfarrkirche St. Margaret           | Landshut-Achdorf         | Nebenkirche St. Margaret (Alt-St. Margaret) Filialkirche St. Dionysius (Untergolding) | Pfarrverband Achdorf-Kumhausen                  |
|      | Stifts- und Pfarrkirche St. Martin | Landshut                 | Heilig-Geist-Kirche (Landshut) Theklakapelle (Landshut) | Basilika minor, Stadtkirche Landshut            |
|      | Pfarrkirche St. Peter und Paul     | Landshut                 | Unterkirche Filialkirche St. Michael (Schweinbach) | Stadtkirche Landshut                            |
|      | Pfarrkirche St. Ulrich             | Obergangkofen            | Filialkirche Mariä Himmelfahrt (Götzdorf) | Pfarrverband Achdorf-Kumhausen                  |
|      | Pfarrkirche Pauli Bekehrung        | Pauluszell               | Filialkirche St. Johannes der Täufer (Gifthal) Filialkirche St. Nikolaus (Niklashaag) Filialkirche St. Georg (Münster) | Pfarrverband Velden                             |
|      | Pfarrkirche St. Peter und Paul     | Seifriedswörth           | Filialkirche St. Ulrich (Wurmsham) | Pfarrverband Velden                             |
|      | Pfarrkirche St. Michael            | Tondorf                  | | Pfarrverband Bruckberg-Gündlkofen               |
|      | Pfarrkirche St. Petrus             | Velden                   | Filialkirche St. Leonhard (Erlach) Filialkirche St. Andreas (Schlegelsreit) Filialkirche St. Lambert (Kleinvelden) | Pfarrverband Velden                             |
|      | Pfarrkirche St. Kastulus           | Vilsheim                 | Filialkirche St. Leonhard (Kemoden) Filialkirche St. Nikolaus (Altenburg) Schlosskapelle St. Josef (Kapfing) | Pfarrverband Altfraunhofen                      |
|      | Pfarrkirche St. Ulrich             | Vilslern                 | | Pfarrverband Velden                             |
|      | Pfarrkirche St. Michael            | Zweikirchen              | | Pfarrverband Steinzell                          |
|      | Pfarrkirche St. Stephan            | Attenhausen              | Filialkirche St. Johannes der Täufer (Eggersdorf) Filialkirche Mariä Himmelfahrt (Pörndorf) Filialkirche St. Gallus (Beutelhausen) | Pfarrkuratie, Pfarrverband Bruckberg-Gündlkofen |
|      | Kuratiekirche St. Margaretha       | Diemannskirchen          | Filialkirche St. Johannes der Täufer (Johannesbergham) Filialkirche St. Stephanus (Stephansbergham) | Kuratie, Pfarrverband Geisenhausen              |
|      | Kuratiekirche Mariä Himmelfahrt    | Hinterskirchen           | | Kuratie, Pfarrverband Velden                    |
|      | Kuratiekirche St. Johannes Baptist | Johanneskirchen          | | Kuratie, Pfarrverband Velden                    |
|      | Kuratiekirche St. Johannes Baptist | Neufraunhofen            | Filialkirche St. Georg (Georgenzell) | Kuratie, Pfarrverband Velden                    |